# Karl von Reinhard
Karl von Reinhard (* 12. September 1858 in Potsdam; † 1931) war ein deutscher Verwaltungsjurist.

## Leben
Karl von Reinhard war der Sohn des damaligen Premierleutnants, zuletzt Major im Füsilier-Regiment Nr. 33, Carl von Reinhard (* 1827; † 1870), der als Major in der Schlacht bei Gravelotte fiel. Seine Mutter war Hedwig von Reinhard († 1873), geborene von Bassewitz, Tochter des preußischen Landrats Dr. jur. Wilhelm von Bassewitz-Benndorf und der Hedwig von Krosigk-Poplitz.
Er studierte Rechtswissenschaften an der Ruprecht-Karls-Universität Heidelberg. 1877 wurde er Mitglied des Corps Vandalia Heidelberg. Nach dem Studium trat er in den preußischen Staatsdienst ein. Von 1886 bis 1887 absolvierte er das Regierungsreferendariat bei der Regierung in Merseburg. In der Folge war er Regierungsassessor bei der Regierung in Königsberg. Von 1893 bis Ende 1918 war er Landrat des Kreises Preußisch Holland.
Er trat 1897 als Ehrenritter dem Johanniterorden bei und war in der Provinzial-Genossenschaft Preußen organisiert, wurde 1904 Rechtsritter. Zuletzt lebte er in Bückeburg. Karl von Reinhard blieb ledig. Hans Karl von Reinhard ist sein Neffe.

## Auszeichnungen
- Königlicher Kronen-Orden (Preußen) 4. Klasse, 1894[5]
- Kommandeurs-Insignien des Osmanje-Ordens, 1902[5]
- Rechtsritter des Johanniterordens,[1] 1904[7]

## Genealogie
- Hans Friedrich von Ehrenkrook, Carola von Ehrenkrook, Friedrich Wilhelm Euler, Jürgen von Flotow, Walter von Hueck, u. a.: Genealogisches Handbuch der Adeligen Häuser B (Briefadel) 1961. Band V, Band 26 der Gesamtreihe GHdA, Hrsg. Deutsches Adelsarchiv, C. A. Starke, Limburg an der Lahn 1961, ISSN 0435-2408, S. 302 f.
- Gothaisches Genealogisches Taschenbuch der Adeligen Häuser. Alter Adel und Briefadel. Zugleich Adelsmatrikel. 1931. Fünfundzwanzigster Jahrgang, Justus Perthes, Gotha 1930, S. 540. Siehe FamilySearch (Kostenfrei).
- Gothaisches Genealogisches Taschenbuch der Adeligen Häuser. Alter Adel und Briefadel. 1927. Zwanzigster Jahrgang, Justus Perthes, Gotha 1926, S. 540. Siehe FamilySearch (Kostenfrei).